# Wierzbica (gmina 1870–1954)
Wierzbica (do 1870 miasto Wierzbica) – dawna gmina wiejska istniejąca do 1954 roku w woj. kieleckim. Siedzibą władz gminy była Wierzbica. 
Gmina Wierzbica powstała 1 stycznia?/13 stycznia 1870 w powiecie radomskim w guberni radomskiej w związku z utratą praw miejskich przez miasto Wierzbica i przekształceniu jej w wiejską gminę Wierzbica w granicach dotychczasowego miasta (wraz z przedmieściem Rzeczków i zaściankiem Stepanówka).
W okresie międzywojennym gmina Wierzbica należała do powiatu radomskiego w województwie kieleckim. Była to najmniej ludna gmina województwa kieleckiego w 1921 roku (1667 mieszkańców).
Po wojnie gmina zachowała przynależność administracyjną. 1 lipca 1952 roku gmina składała się z 2 gromad: Wierzbica i Rzeczków. Jednostka została zniesiona 29 września 1954 roku wraz z reformą wprowadzającą gromady w miejsce gmin. Po reaktywowaniu gmin 1 stycznia 1973 roku utworzono gminę Wierzbica w powiecie szydłowieckim w tymże województwie w zasięgu granic dawnych gmin Wierzbica i Zalesice.